# Gabiano
Gabiano (Gabian in piemontese) è un comune italiano di 1 028 abitanti della provincia di Alessandria in Piemonte.

## Geografia fisica

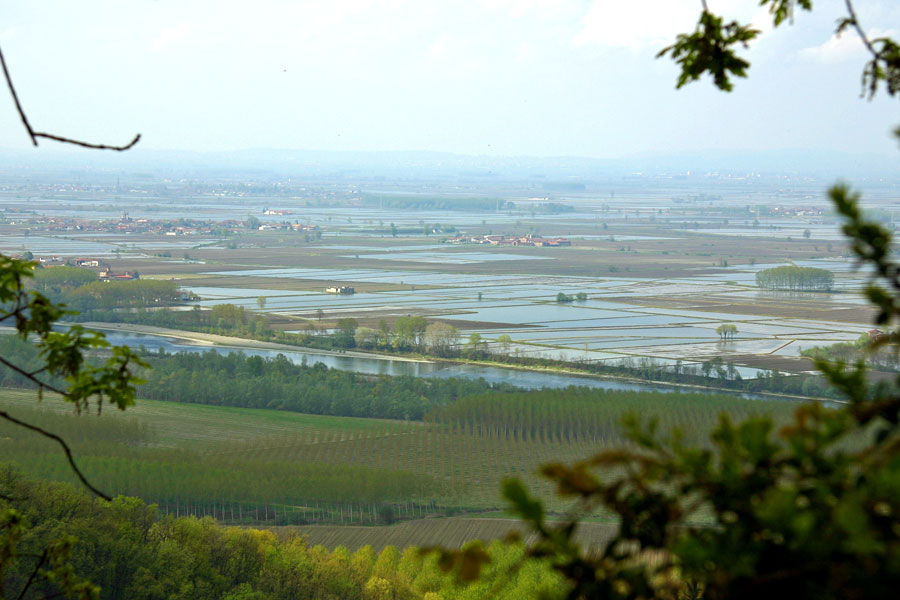
Panorama sul Po e le risaie vercellesi da Gabiano

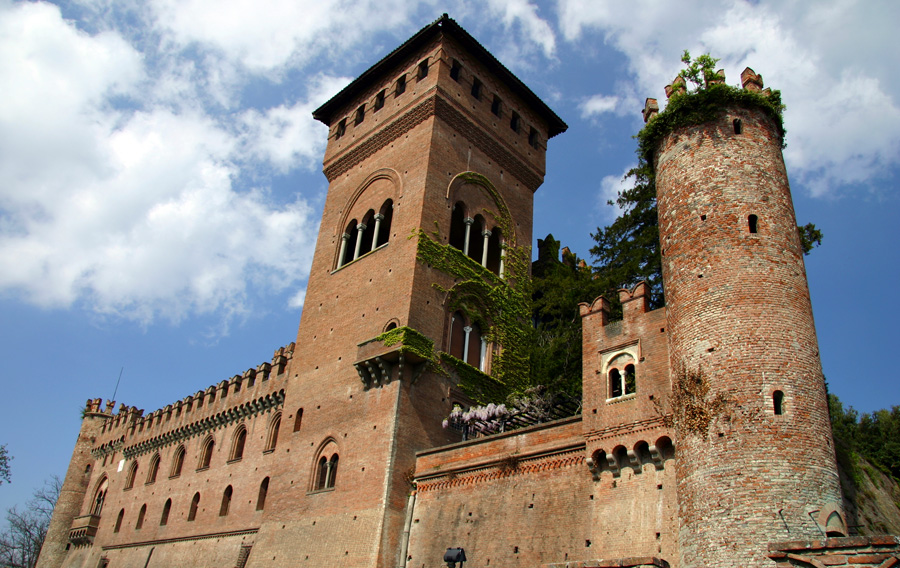
Il castello di Gabiano

Vista panoramica dal colle del Dovese (Gabiano AL)

Fa parte del Basso Monferrato ed è adagiato sul versante meridionale di una collina alta 300 metri, sulla quale domina lo scenografico castello dei Cattaneo Adorno Giustiniani. Ai suoi piedi sorge l'antica pieve di San Pietro, di epoca medioevale, successivamente rimaneggiata, con begli affreschi all'interno, che conserva il campanile romanico. Fanno parte del territorio comunale numerose frazioni.
Il Capoluogo è diviso in una parte bassa, intorno alla parrocchiale, e in una parte alta (Rollino), in cui è riconoscibile l'impianto urbanistico tipico dei "ricetti" medievali, con antiche case e la Chiesa di San Defendente. Dalla piazza antistante il Palazzo Comunale si gode un bel panorama sulle colline del Basso Monferrato e sulla pianura solcata dal Fiume Po.

Notevole frazione è Cantavenna, che si stende a semicerchio su un colle a 350 metri di altitudine, con splendide viste sulla pianura vercellese e sull'arco alpino: nelle belle giornate si distinguono il Monviso, il Monte Bianco, il Cervino e il Monte Rosa.
La località è dominata dalla neoclassica Chiesa Arcipretale di San Carpoforo.
Sul versante opposto è Varengo, un tempo comune autonomo, le cui belle e antiche case sono arroccate intorno alla notevole parrocchiale di Sant'Eusebio, alta su una scenografica scalinata. La chiesa è un notevole esempio di architettura barocca, opera attribuita al Magnocavallo od alla sua scuola.
Nelle vicinanze, si trovano le frazioni di Sessana e di Casaletto, quest'ultima con la romantica Cappella dedicata alla Madonna della Neve.

Importanti sono anche le località di Zoalengo e di Mincengo, su due prominenze collinari separate da una idilliaca valletta, ove sorge l'antica Parrocchiale di Sant'Aurelio.

Di più recente sviluppo è la frazione Piagera, nella piana alluvionale allo sbocco del rio Marca nel Po, ove si tiene un importante mercato agroalimentare settimanale.

## Storia

### Simboli
Lo stemma e il gonfalone del comune di Gabiano sono stati concessi con decreto del presidente della Repubblica del 4 giugno 1987.
Il leone d'oro è ripreso dal blasone dei nobili di Gabiano (spaccato di rosso e d'azzurro, al leone d'oro, coronato dello stesso, attraversante sul tutto) che tennero il feudo fino al 1421.
Il gonfalone è un drappo di bianco.

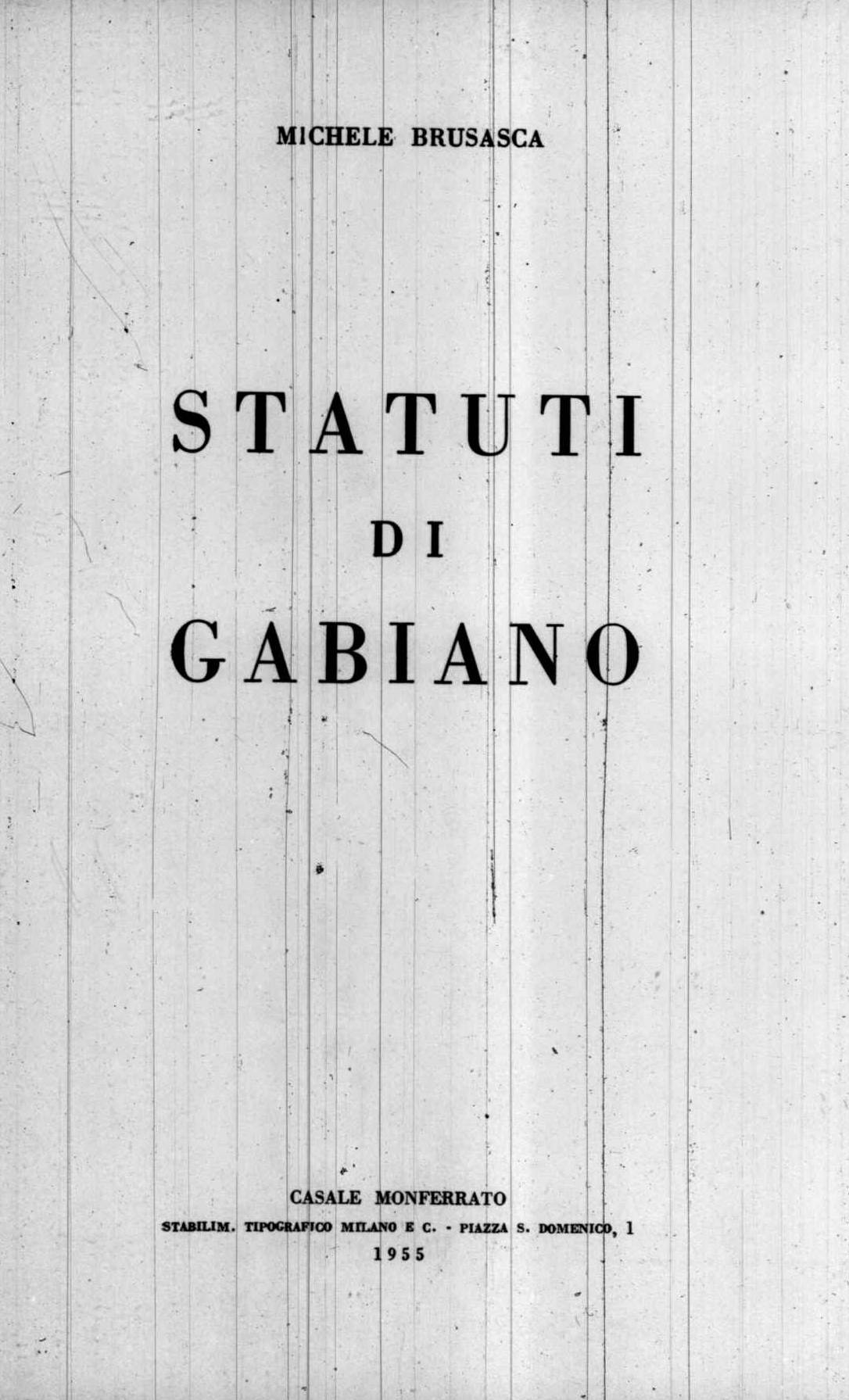
Statuti di Gabiano, 1955

## Monumenti e luoghi d'interesse
Importante attrazione turistica è il castello di Gabiano

## Società

### Evoluzione demografica
Lo spopolamento della zona ha causato in cento anni, a partire dal 1911, una diminuzione della popolazione residente del 60%.
Abitanti censiti

## Cultura

### Manifestazioni
Nel mese di settembre si tiene la Fiera provinciale della Nocciola Piemonte.

## Economia

### Agricoltura
Il territorio comunale ospita coltivazioni viticole, che danno ben due apprezzate qualità DOC di vino. Entrambe si ottengono con uve Barbera, cui si aggiunge una piccola percentuale di Freisa e/o Grignolino: il Gabiano, che si produce anche nel vicino comune di Moncestino ed il Rubino di Cantavenna, prodotto anche nel territorio del confinante comune di Camino. Di qualità sono anche le produzioni di fragole, oltre a quelle di mais, cereali, fagiolini e ortaggi.

## Amministrazione
Di seguito è presentata una tabella relativa alle amministrazioni che si sono succedute in questo comune.
| Periodo           | Periodo           | Primo cittadino    | Partito                                         | Carica  | Note   |
| ----------------- | ----------------- | ------------------ | ----------------------------------------------- | ------- | ------ |
| 25 giugno 1985    | 29 maggio 1990    | Mario Richetta     | lista civica                                    | Sindaco | [ 11 ] |
| 29 maggio 1990    | 10 settembre 1992 | Anna Maria Canna   | lista civica                                    | Sindaco | [ 11 ] |
| 30 settembre 1992 | 24 aprile 1995    | Aldo De Paul       | Democrazia Cristiana                            | Sindaco | [ 11 ] |
| 24 aprile 1995    | 14 giugno 1999    | Pierangelo Mussano | centro                                          | Sindaco | [ 11 ] |
| 14 giugno 1999    | 14 giugno 2004    | Pierangelo Mussano | lista civica                                    | Sindaco | [ 11 ] |
| 14 giugno 2004    | 8 giugno 2009     | Mario Tribocco     | lista civica                                    | Sindaco | [ 11 ] |
| 8 giugno 2009     | 26 maggio 2014    | Mario Tribocco     | lista civica Impegno e onestà                   | Sindaco | [ 11 ] |
| 26 maggio 2014    | 27 maggio 2019    | Domenico Priora    | lista civica Scelgo Gabiano                     | Sindaco | [ 11 ] |
| 27 maggio 2019    | 9 giugno 2024     | Domenico Priora    | lista civica Scelgo Gabiano                     | Sindaco | [ 11 ] |
| 27 maggio 2019    | in carica         | Stefano Vedovato   | lista civica Cambiamo Gabiano per noi per tutti | Sindaco | [ 11 ] |